# Taehan Kim
Pour les articles homonymes, voir Kim.
Taehan Kim, né en 2000 en Corée du Sud, est un artiste lyrique sud-coréen de tessiture baryton.
Il est premier lauréat du Concours musical international Reine Élisabeth de Belgique 2023.

## Biographie
Kim Tae-han est diplômé du Seonhwa Yego et du College of Music de l'Université nationale de Séoul. Après avoir étudié avec le professeur Na Gun-yong à l'université, il se distingue en remportant respectivement le deuxième prix du Concours coréen de musique vocale, du Concours international de chant de l'Association coréenne des chanteurs vocaux et du Concours central de musique. En 2022, il remporte des prix au Concours international de chant Francesc Viñas (ca) en Espagne et au Concours international de chant Ricardo Zandonai.
Taehan Kim s'est produit notamment dans Les Contes d'Hoffmann d'Offenbach avec le SNU Symphony Orchestra de l'Université nationale de Séoul.

## Récompenses et distinctions
Taehan Kim a remporté plusieurs prix lors de concours internationaux de chant, notamment : 
- Deuxième prix au Joongang Music Competition,
- Lauréat des Shinhan Music Awards 2018,
- Prix Brian Dickie Young Talent au concours international de chant Neue Stimmen 2022,
- Deuxième prix au concours de Gwangju en 2022,
- Scholarship Prize au Concorso Internazionale Riccardo Zandonai 2022,
- Prix extraordinaire au Concours international de chant Francesc Viñas (ca) 2022.